# Alberto Aurelio Brazzini Diaz-Ufano
Alberto Aurelio Brazzini Díaz-Ufano (* 7. Oktober 1937 in Lima; † 29. Mai 2001) war römisch-katholischer Weihbischof in Lima.

## Leben
Alberto Aurelio Brazzini Díaz-Ufano empfing am 25. März 1971 die Priesterweihe.
Papst Paul VI. ernannte ihn am 1. Juni 1978 zum Weihbischof in Lima und Titularbischof von Assava. Der Erzbischof von Lima, Juan Kardinal Landázuri Ricketts OFM, weihte ihn am 22. Juli desselben Jahres zum Bischof; Mitkonsekratoren waren Luis Armando Bambarén Gastelumendi SJ, Prälat von Chimbote, und Alcides Mendoza Castro, Militärvikar von Peru. 